# Джіно Латілла
Джіно Латілла  (італ. Gino Latilla, нар. 7 листопада 1924, Барі — пом. 11 вересня 2011, Флоренції) — італійський співак, переможець Фестивалю Італійської Пісні в Сан-Ремо.

## Життєвий і творчий шлях
Джіно Латілла є сином відомого співака 30-х років, Маріо, і пішов стопами батька. Навчався в гімназії в Барі, де його професором був Альдо Моро, який залишився його другом. З 15 років виступав у виставах свого батька.
У 1948 році дебютував як співак у Театро Манцоні в Болоньї. У 1952 році поїхав з командою в США. Після повернення був вокалістом оркестру Анджеліні. Представив мелодійний стиль з впливом американської музики, особливо Френкі Лейн. Він почав записувати свої перші пісні. Закохався у співачку Ніллу Піцці, але невдало, й навіть намагався покінчити життя самогубством.
У 1952 році дебютував на Фестивалі в Сан-Ремо з 4 піснями, особливий успіх мала пісня «Un disco dall'Italia», написана для емігрантів. Там само познайомився з Карлою Боні, на якій одружився в 1958 році. У них народилося двоє дітей, Давида і Луїзелла.
Джіно Латілла брав участь у всіх подальших Фестивалях Сан-Ремо, за винятком років 1955 і 1956. У 1953 році він зайняв третє місце, представляючи в парі з Джорджіо Консолінім пісню «Vecchio scarpone», а у 1954 році виграв Фестиваль, представляючи в парі з Джорджіо Consolinim пісню «Tutte le mamme»; вперше в історії цього Фестивалю виграли два чоловіки. Ця пісня у його інтерпретації посіла 21-е місце в італійському хіт-параді 1954 року, в той час як версія Джорджіо Консоліні — 13-е.)
Пізніше Джіно Латілла припинив виступи на Фестивалі в Сан-Ремо, і навіть перервати кар'єру співака через мінливу моду, у результаті якої на італійській музичній сцені з'явилися urlatori — виконавці молодіжної та авторської пісні. Він працевлаштувався в радіокомпанії RAI як чиновник і довгий час не співав, на відміну від своєї дружини, яка продовжила свою кар'єру.
У наступні роки він був диригентом RAI в Римі та Флоренції. У 80-ті роки Джіно Латілла повернувся до співу, і сформувавши разом з Ніллою Піцці, Джорджіо Консоліні і дружиною Карлою Боні групу Quelli di Sanremo.
Джіно Латілла помер після тривалої хвороби 11 лютого 2011 року в лікарні Санта-Марія Нуова у Флоренції.